# Kasper Borowski
Kacper Borowski (ur. 6 stycznia 1802, zm. 15 stycznia 1885 w Płocku) – biskup łucko-żytomierski, potem płocki, profesor Akademii Duchownej w Wilnie i Petersburgu, patrolog. Używał pseudonimów: „Cudzonowski”, „X. Chwalibóg”.

## Życiorys
Pochodził z rodziny Borowskich, która nosiła przydomek Cudzonowskich i w XVII wieku przybyła z ziemi dobrzyńskiej na Wileńszczyznę. Urodził się 6 stycznia w 1802 w Polinowszczyźnie. Uczył się w szkołach dominikańskich, jezuickich i misjonarskich, studia odbył w latach 1823-1827 w wyższej szkole połockiej pijarów, w której nabył dobrej znajomości języka greckiego i łacińskiego. W 1827 wstąpił do Seminarium Głównego w Wilnie.
Święcenia kapłańskie przyjął w 1831 i pracował jako wikariusz parafialny w Rzeżycy, następnie jako proboszcz w Josephstahlu, kolonii niemieckiej k. Odessy. W 1835 rozpoczął wykłady z Pisma św. w Akademii Wileńskiej. Zdobył doktorat z teologii i prawa kanonicznego. W 1839 objął katedrę prawa i historii Kościoła, na której działał nadal po przeniesieniu Akademii do Petersburga.
Za sprawą swego seminaryjnego kolegi, ks. abpa Ignacego Hołowińskiego, został w 1848 biskupem łucko-żytomierskim. Rządy diecezji objął 27 lutego w 1849. Jako pasterz diecezji łucko-żytomierskiej rozwinął szczególnie energiczną działalność pasterską i administracyjną. Gorliwy pasterz powiększył seminarium duchowne w Żytomierzu, starał się o odnowienie i budowę nowych kościołów, często wizytował parafie w swojej diecezji. Wydał szereg listów pasterskich, w których dbał o rozwój życia duchowego swoich wiernych: List pasterski... przy objęciu rządów swej diecezji 1849 r. (Petersburg 1849), List pasterski o spowiedzi wielkanocnej (Żytomierz 1850), List pasterski o obowiązkach, życiu, godności człowieka i jego stosunku do Boga (Wilno 1854), List pasterski... [O sakramencie pokuty] (w: Pamiętnik Religijno-Moralny, t. 28, 1855, s. 527-542), List pasterski... [Instrukcja pastoralna o spowiedzi] (w: Pamiętnik Religijno-Moralny, t. 28, 1855, s. 626-635), List pasterski o fałszywych naukach wypaczających prawdziwą wiarę (Żytomierz 1864). Pod pseudonimem X. Chwaliboga wydał też Katechizm mniejszy przez X. Chwaliboga (Wilno 1860) i Katechizm rzymskokatolicki, czyli nauka chrześcijańska przez X. Chwaliboga (Żytomierz 1860). Opublikował również własne tłumaczenie pism najstarszych Ojców Kościoła.
Od 1866 zarządzał także zniesioną przez Rosjan diecezją kamieniecką.
Zrównoważony, taktowny i pełen powagi, bp Kacper Borowski umiał zachować dobre stosunki z władzami rosyjskimi. Cieszył się nawet ich zaufaniem, czego dowodem były liczne odznaczenia i fakt, że na zjazd biskupów w Rzymie w 1862, z okazji kanonizacji męczenników japońskich, tylko jemu pozwolono wyjechać z terenu Rosji. Te stosunki nie uratowały go jednak przed ostrym konfliktem z władzami rosyjskimi w okresie prób rusyfikacji nabożeństw katolickich. Bp Borowski energicznie przeciwstawił się próbom wprowadzenia języka rosyjskiego do nabożeństw i nie przyjął „trebników” w języku rosyjskim. Ponieważ nie uległ namowom ani pogróżkom, w 1869 został wywieziony do Permu. Zwolniono go z zesłania dopiero po trzynastu latach – w 1882. Nie mógł powrócić do swojej diecezji, wyjechał do Płocka, gdzie w 1883 został mianowany biskupem ordynariuszem płockim. Zmarł po niespełna dwóch latach rządów 15 stycznia w 1885. Wzorowy kapłan i sumienny człowiek – pisał o bpie Borowskim Walerian Charkiewicz – pracy żadnej się nie uląkł, odznaczał się wytrwałością i wyjątkową rzetelnością. Nie obdarzony ani krasomówstwem, ani wybitnym talentem pisarskim, umiał za pomocą szczerego słowa, a tym bardziej za pomocą przykładnego, ofiarnego życia zjednywać sobie serca ludzkie. Walki – religijnej, politycznej, literackiej – unikał, choć tyle razy znajdował się na terenie tych walk; nie uznawał jednak kompromisu z sumieniem. W prezbiterium katedry płockiej wystawiono mu okazałe epitafium marmurowe, dłuta Teofila Godeckiego.

## Literatura dodatkowa
- Walerjan Charkiewicz: Borowski Kasper. W: Polski Słownik Biograficzny. T. 2: Jan Beyzym, Marja Brownsford. Kraków: Polska Akademia Umiejętności – Skład Główny w Księgarniach Gebethnera i Wolffa, 1936, s. 348–349. Reprint: Zakład Narodowy im. Ossolińskich, Kraków 1989, ISBN 83-04-03291-0